# کنفدراسیون رولر اسپرتس آمریکا
کنفدراسیون رولر اسپرتس قاره آمریکا "پان آمریکن" (انگلیسی: "Confederación Panamericana de Roller Sports"(CPRS)) سازمان اصلی ورزش‌های رولر در قاره آمریکا می‌باشد. کشورهای این منطقه از جمله کلمبیا، اکوادور و ونزوئلا در اسکیت سرعت این‌لاین و آرژانتین در رولر هاکی از قهرمانان جهان هستند.